# Raad van Geschiktheid en Oordeel
De Raad van Geschiktheid en Oordeel (Perzisch: مجمع تشخیص مصلحت نظام) is een politiek adviesorgaan binnen de Islamitische Republiek Iran. De raad bestaat uit achtentwintig leden die elke vijf jaar door de hoogste leider van Iran (sinds 1989 Ali Khamenei) gekozen worden. De hoogste leider kan de leden ook op elk moment weer uit hun ambt zetten.
De raad kan bij onenigheid tussen het Iraanse parlement en de Raad van Hoeders door de hoogste leider van Iran bijeengeroepen worden om het conflict op te lossen door het geven van een oordeel en advies. Bij een conflict is er sprake van een wetsvoorstel dat door het parlement is aangenomen, maar bij de Raad van Hoeders gestuit is omdat het in strijd zou zijn met de islam of de constitutie van Iran, waarbij het parlement het er niet mee eens is.
De huidige voorzitter van de Raad van Geschiktheid en Oordeel is Sadiq Larijani die op 30 december 2018 tot voorzitter werdt benoemd door Ayatollah Ali Khamenei na de dood van de vorige voorzitter, Mahmoud Hashemi Shahroudi.